# Tore Svensson
Tore Svensson (6 dicembre 1927 – 26 aprile 2002) è stato un calciatore svedese, di ruolo portiere.